# 오가사와라 마유
오가사와라 마유(일본어: 小笠原 茉由, 1994년 4월 11일 ~ )는 일본 여성 아이돌 그룹 전 AKB48 팀A의 멤버이다.

## 개요
- 전 AKB48 팀A 멤버.

## 내력
2010년
- 9월 20일,〈NMB48 오프닝 멤버 오디션〉에 합격하였다.

2012년
- 5월부터 6월에 걸쳐 실시된 《AKB48 27th 싱글 선발 총선거》에서는 60위로, 퓨처 걸즈에 선출되었다[1].

2013년
- 5월부터 6월에 걸쳐 실시된 《AKB48 32nd 싱글 선발 총선거》에서는 54위로, 퓨처 걸즈에 선출되었다[2].

2014년
- 2월 24일, Zepp DiverCity에서 개최된 《AKB48 그룹 대조각 축제》에서, AKB48 팀 B로의 이적이 발표되었다[3].
- 4월 16일, 팀 N 공연 최종일에 자신의 송별회를 가져 NMB48으로서의 활동을 마무리 지었다.
- 5월부터 6월에 걸쳐 실시된 《AKB48 37th 싱글 선발 총선거》에서는 76위로, 업커밍 걸즈에 선출되었다[4].

2015년
- 3월 26일, 사이타마 슈퍼 아레나에서 개최된 《AKB48 봄의 단독 콘서트 ~차기 총감독 아직 수행중~》에서, 팀A로 이동하는 것이 발표되었다.

2016년
- 10월 14일, AKB48 극장에서 행해진 팀A 공연에서 졸업을 발표해, 12월 22일의 극장 공연을 기해, 12월 24일에 AKB48로부터의 활동 종료.
- 12월 24일, AKB48 팀A 활동 종료.

2018년
- 12월 31일, 연예계를 은퇴.